# ヒルドルブ
ヒルドルブ (HILDOLFR) は、OVA『機動戦士ガンダム MS IGLOO -1年戦争秘録-』に登場する架空の兵器。作中の勢力「ジオン公国軍」の試作モビルタンクである（型式番号：YMT-05）。名称は、北欧神話に登場する主神・オーディンのあだ名の1つ「戦の狼」に由来する。

## 設定解説
戦車にモビルスーツ (MS) の利点を組み合わせることにより、地球侵攻作戦の要として試作された超弩級戦闘車両である。地上用モビルアーマーとしてはカテゴライズされず、モビルタンクと呼ばれるカテゴリーに属する。
本機はジオン公国が軍事力による地球制圧を国家戦略と位置付け、大気圏内用兵器としてマゼラアタックなどのAFVを開発する中で、要塞やビッグ・トレー級陸戦艇のような戦術目標を攻撃する超弩級戦車として宇宙世紀0072年に開発計画が始動された。当初は核融合炉と巨砲搭載の超弩級戦車として開発が進められていた（この時点で腕などの搭載は考えられていなかった）が、宇宙世紀0074年のザクIのロールアウトにより、汎用性の低い本機はその存在価値が疑問視されるようになった。その疑念を払拭するために開発計画の見直しを余儀なくされ、MSのような上半身やMSの兵装を流用可能なマニピュレーターを増設するなどの高性能化が進められた。その結果、宇宙世紀0077年に本機が完成する。
実用化に向けて急速に完成度を高めるMS開発からの影響は大きく、本機はモノアイやショベル・アームユニットを採用し、さらに試作後期段階ではザクIIのマニピュレーターを流用することにより、MS用火器の使用も可能としていた。装甲車輌としては破格ともいえる巨体を誇りながら、ほぼすべてを搭乗員1名の操縦でまかなえる。これらを利用したモビル形態と呼ばれる半MS形態に変形することにより、より高い位置からの目視や射撃が可能となるうえ、ある程度の対MS接近戦闘もこなすことが可能となった。ただし、この状態では車高が増すうえ、コクピットの被弾率が急上昇するというデメリットもある。
上半身がターレットそのものとなっているため、主砲の旋回はモビル形態にのみ限られ、通常形態では無砲塔の自走砲や駆逐戦車同様の状態となる。そのため、戦場で相対した地球連邦軍兵士からは当初、「巨大な自走砲」と呼ばれていた。
主砲である30cm砲はメガ粒子砲の登場によって一線を退いた宇宙戦艦のものを転用したもので、最大射程距離32 - 35km、ミノフスキー粒子散布下においても有視界で20kmの長距離砲撃が可能。戦局に応じて各種砲弾を装填しての射撃が可能となっている。なお、モビル形態では砲身の位置が5m近くも上がるために車体の重心も高くなり、横向きに発砲すると反動で車体が傾くほどであった。この大口径砲の威力と核融合機関による高出力が相まって、本機は地上制圧用の戦力として当初は大きく期待されていた。
以上のように野心的なコンセプトが多く投入されたが、ジオン軍の地上戦術に対する錯誤は地球進攻への直面前に是正されることとなり、一年戦争の開戦以前の宇宙世紀0077年にサイド3と月で行われていた運用試験は中断されて本機は不採用と確定し、量産・制式化されないままモビルタンク計画は終了した。制式化されなかった大きな理由としては、同じく地上運用を目的として新開発されたマゼラアタックの数倍もの莫大なコストがかかることから、大量生産の可能なマゼラアタックを採用したという説が有力である。本機が期待された地上制圧の目的は、MSとマゼラアタックの連帯運用によって十分にまかなえるものと判断されたことも、大きく影響している。
また、これだけの大きさを誇る陸戦兵器の移動システムに無限軌道（キャタピラ）を採用していたことも、幾多の面から推測して大きなデメリットの1つだったと考えられる。陸戦兵器としては機体のサイズや重量が過大で、巨大な本機が運用可能な路面や橋梁は存在するはずもなく、何もない砂漠や平原以外、自在に走らせることすら困難であるうえ、足回りを摩耗から防ぐために戦車が用いるような本機用の巨大トランスポーター（運搬車両）の開発や配備は望むべくもなかった。これは故障時には回収不能な荷物と化すということであり、運用に関する致命的欠陥だった。
結局、本機はガウやマゼラアタック同様、ジオン公国軍が机上の空論で開発した一連の理論先行型地上兵器であった。唯一の試作機は、開戦から数か月後の宇宙世紀0079年5月9日に、「膠着した戦況を打破するための再評価試験」という名目で実戦投入された。「試験終了後は回収せず、そのまま現地配備」という指令は、事実上の廃棄処分と受け取られていた。

## 作中での活躍
『機動戦士ガンダム MS IGLOO -1年戦争秘録-』
初出となる本作では第2話「遠吠えは落日に染まった」に登場。宇宙世紀0079年5月9日、デメジエール・ソンネン少佐が搭乗した本機は、北アメリカ大陸・アリゾナの半砂漠地帯にて第603技術試験隊のオリヴァー・マイ技術中尉の操縦するコムサイからパラシュート付きパレットで投下された後、連邦軍のフェデリコ・ツァリアーノ中佐の率いるセモベンテ隊と交戦する。同隊の61式戦車2台と鹵獲されて運用中だった陸戦型ザクII（J型）6機を撃破したほか、初弾で装弾筒型翼安定徹甲弾 (APFSDS) を使用し、約10km先のザクを一撃で大破させた。また、曲射榴弾、焼夷榴弾、榴散弾を状況に応じて使い分けていた。なお、装備のザクマシンガンが弾切れを起こしかけた時は撃破後のザクからザクマシンガンを奪い、使用していた。
その機動力と重装甲を駆使した戦法で次々とザクを撃破していく中、撃破したザクの腕を無限軌道に巻き込んでしまうというアクシデントに見舞われるが、主砲の反動を利用して脱出すると最後の1機を跳ね飛ばし、主砲で撃破した。だがその直後、小破状態で放置していたツァリアーノ機の接近を許し、コクピットにマシンガンを接射されてしまう。コムサイを攻撃しようとしたツァリアーノ機を背後からの一撃で撃破するが、すでに重傷を負っていたソンネンは死亡し、結果的に相討ちとなった。最終的に、ヒルドルブはソンネンの技量も手伝って驚異的な戦果を上げた。
『機動戦士ガンダム バトルオペレーション Code Fairy』
ソンネンの戦死後から放棄されていた本機が第5話に登場。マイの報告書を閲覧した秘匿部隊「ノイジー・フェアリー」のミア・ブリンクマン技術少尉が、戦力増強を名目として本機の30サンチ砲の再利用を提案する。同隊指揮官のキリー・ギャレット少佐が同案を承認し、正式な回収任務としてアルマ・シュティルナー少尉やヘレナ・ヘーゲル曹長とともにアリゾナへ向かう。
砂漠に半身のみ晒したまま埋もれた状態の本機を発見した後、回収作業中には連邦軍MS隊の急襲に遭うが、輸送機シルフへの搭載を経て戦場から離脱した本機は、まもなくドム・ノーミーデスの重武装ユニットとして再利用される。
『機動戦士ガンダム Target in Sight』
モビル形態時にガンタンクのような若干のジャンプ（滞空）が可能となっている。
『機動戦士ガンダム オンライン』『機動戦士ガンダム バトルオペレーション2』
タンク形態でも若干の滞空や前進が可能となっており、タンク形態時のほうが機動力が上昇する。
『機動戦士ガンダム エクストリームバーサス』
他の参戦MSとは大きく異なる独特の操作感が特徴の機体として実装。設定通り、弾種の切り替えで多彩な遠距離砲撃を可能とするほか、タンク形態では高機動とスモーク散布による高い回避性能を得られ、モビル形態時にはザクマシンガンが使用可能になるうえ、ショベルアームやボディアタックによる格闘戦も可能である。さらに、ブーストジャンプではコムサイに懸下される形で若干の滞空が可能である。
『ガンダムビルドファイターズトライ アイランド・ウォーズ』
謎の暴走を開始したガンプラの中に本機の姿も確認できる。2機が登場し、陸戦強襲型ガンタンクに随伴する。

## 立体化
2007年3月に、バンダイからEXモデルシリーズとして1/144スケールで立体化されている。また、2021年10月には食玩「FW GUNDAM CONVERGE #Plus」の第3弾の1つとしても立体化が決定し、2022年3月に発送予定。

## 評価
庵野秀明は『MS IGLOO』での本機について、カトキがあくまでもザクの延長としてデザインしたことを踏まえ、「両手にザクマシンガンを持った瞬間、『お見事！』と感じるわけです」と評している。

## バリエーション

### ヒルドルブ改
漫画『機動戦士ガンダム0083 REBELLION』に登場。アニメ『機動戦士ガンダム0083 STARDUST MEMORY』には登場しない。メカニックデザインは作者の夏元雅人で、ヒルドルブは『MS IGLOO』で初めて観たときから人型に変形させてみたいと思っており、無重力下での戦闘や局地機動に対応するうえでもありかなと考えながら設定したとのこと。MS形態時の全高以外のスペックの数値などは原型機と同じ（射程距離は未記載）。
アクシズで、タンク形態からモビル形態（本機では「モビルタンク形態」とされる）、さらにMS形態にも変形可能なように改修された機体。2機が用意され、宇宙世紀0083年のデラーズ紛争においてヨーツンヘイムの同型艦「ウドガルド」に搭載されて地球に落下しようとするコロニー「アイランド・イーズ」内部に進入する連邦軍部隊を迎え撃つ。